# Олег Святославич (князь сіверський)
Оле́г Святосла́вич (д.-рус. Ѡлегъ Ст҃ославичь; 1137 — 1179 / 18 січня 1180) — руський князь з роду Ольговичів, династії Рюриковичів. Син чернігівського князя Святослава Ольговича. Князь путивльський (1157-1159), курський (1159-1164), сіверський (1164-1178).

## Життєпис
Вів агресивну політику, 1164 року намагався здобути Чернігів. За компромісним рішенням отримав Новгород-Сіверський. 1178 року, порушуючи право Ярослава-Прокопія Всеволодовича, захопив чернігівський престол.
Був похований в церкві св. Михайла.

## Сім'я
- Дружини:

1150 — донька Юрія Довгорукого (померла 1166 року).
1166 — Агафія Ростиславівна, донька київського князя Ростислава Мстиславича.